# Vian Dakhil

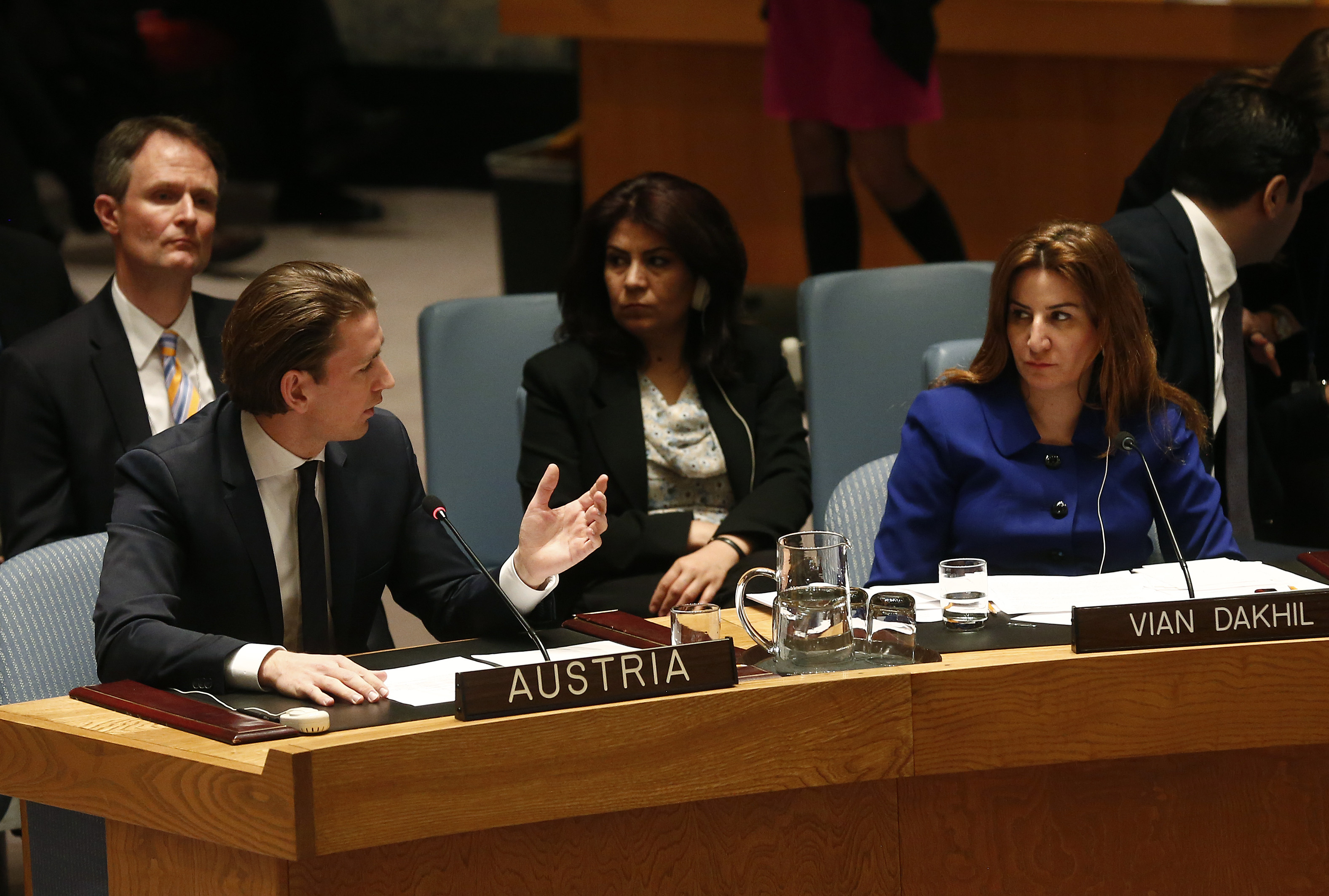
Vian Dakhil (rechts im Bild) mit dem Bundeskanzler Sebastian Kurz (links im Bild) im Sicherheitsrat der Vereinten Nationen

Vian Dakhil Sheikh Saeed (kurdisch: Viyan Dexîl, arabisch فيان دخيل, DMG Fiyān Daḫīl IPA: [viaːn daːxiːl], dt. Aussprache: Vian Dachil; * 1971 in Sindschar, Irak) ist ein kurdisch-jesidisches Mitglied im irakischen Parlament. Sie ist die einzige Jesidin im irakischen Parlament. Internationale mediale Bekanntheit erlangte Vian Dakhil im August 2014 durch ihren Hilferuf im irakischen Parlament:

„Herr Präsident, wir werden abgeschlachtet unter dem Banner ‚Es gibt keinen Gott außer Allah‘. Unsere Frauen werden auf Sklavenmärkten verkauft, es gibt einen Völkermord an den Jesiden. Wir werden ausgerottet, unsere Religion soll vernichtet werden. Ich appelliere an Ihre menschliche Solidarität, retten Sie uns.“

Daraufhin brach sie weinend zusammen.
Das Video ihres Hilferufs und Rede ging um die ganze Welt.

## Auszeichnungen
2014 wurde Vian Dakhil für ihr Engagement mit dem Anna-Politkowskaja-Preis für Frauen ausgezeichnet. Am 9. Juni 2015 erhielt sie gemeinsam mit Marijana Grandits den Bruno-Kreisky-Preis für Verdienste um die Menschenrechte. Im Februar 2016 erhielt sie den Women’s Rights Award des Geneva Summit for Human Rights and Democracy.